# ピラゾリン
ピラゾリンは、五員環の隣り合った位置に二つの窒素原子を持つ複素環式化合物。化学式はC3H6N2で表され、二重結合の位置により3種類の異性体がある。二重結合となる位置が窒素-窒素間のものは1-ピラゾリン、窒素-炭素間のものは2-ピラゾリン、炭素-炭素間のものは3-ピラゾリンである。

## 用途
ピラゾリンの誘導体は、鱗翅目や甲虫目に有効な殺虫剤、有機ELの発光体、繊維用蛍光増白剤など幅広い分野で使用される。カルボニル基が付加したものはピラゾロンであり、その誘導体は解熱鎮痛剤の原料となる。

## 類似の化合物
ピラゾリンのアナログには、五員環中に二重結合を二つ持つピラゾール、二重結合をもたないピラゾリジン、五員環の1位と3位に窒素原子を持つイミダゾリン、五員環に一つの窒素原子と一つの二重結合を持つピロリンがある。